# Prévention primaire
 Mise en garde médicale
Selon l'Organisation mondiale de la santé (OMS), la prévention primaire désigne l'ensemble des actes destinés à diminuer l'incidence d'une maladie ou d'un problème de santé, donc à réduire l'apparition des nouveaux cas dans une population saine par la diminution des causes et des facteurs de risque. L'OMS emploie aussi le terme de protection spécifique en tant qu'ensemble de mesures applicables à une maladie ou groupe de maladies pour en bloquer les causes avant qu'elles n'agissent sur l'homme ; en d'autres termes, pour empêcher la survenue de la maladie.
En agissant en amont, avant l'apparition de la maladie et de ses symptômes, cette prévention empêche l'apparition de cette maladie. Elle utilise l'éducation pour la santé, la promotion de la santé et l'information auprès de la population.
C'est une bonne prévention pour autant qu'elle puisse aboutir à l'éradication de la maladie en supprimant sa cause. Ce qui a été le cas, par exemple, pour la variole qui fut éradiquée grâce à des campagnes de vaccination massive menées par l'OMS. On la retrouve à l'échelon de l'individu dans la mesure où il répond aux diverses recommandations émises par les instances de santé publique touchant, par exemple, l'hygiène bucco-dentaire, physique ou alimentaire. Enfin, elle existe également sous forme de prévention primaire collective, avec des mesures de salubrité, l'élimination de déchets, la distribution d'eau potable, etc.
La prévention primaire est un élément essentiel de la santé publique. À ce titre, la prévention primale, en tant que composante de prévention primaire, est actuellement promue en raison de son bien-fondé à la lumière des apports des sciences fondamentales du vivant - en particulier de l'épigénétique - et des récentes observations d'épidémiologie sociale dans les sociétés développées.
Les préventions primale et primaire précèdent les préventions dites secondaire et tertiaire (v. chapitre La prévention).

## Prévention primale
On a réuni sous l'expression prévention primale l'ensemble des mesures visant à favoriser le décours physiologique de la gestation et le bien-être du fœtus et du nouveau-né jusqu'à un an. De tels efforts se justifient pleinement à la lumière du lien qui a été démontré, grâce aux développements récents de la biologie moléculaire, entre les impacts épigénétiques de l'environnement du fœtus et du nouveau-né et la santé du futur adulte,,. En tant que promotion de la santé à long terme par excellence, la prévention primale est potentiellement la plus puissante des composantes de la prévention primaire.
Les objectifs types des stratégies de prévention primale sont :
- mettre à portée des futurs parents une information fiable quant aux conséquences défavorables, pour la santé future de leur enfant, des impacts épigénétiques du stress parental au cours de sa période primale[11];
- accorder suffisamment de congé parental aux deux parents (ou à défaut avoir recours à des proches aidants), afin qu'ils puissent se protéger du stress sociétal[12],[13];
- leur accorder une aide financière ponctuelle dans les cas où elle s'impose.

## Prévention primaire et prophylaxie
Si les deux termes sont très proches et parfois employés indifféremment, le terme « prophylaxie » tend de plus en plus à être réservé, dans le domaine de la santé publique, pour désigner un ensemble d'actions mises en œuvre pour protéger une personne ou une population contre des maladies transmissibles (épidémie, endémie). Il s'ensuit un certain nombre de directives ou de procédures à respecter dans le cadre d'une prophylaxie (physique ou chimique) dans une situation à risque. Par exemple :
- les campagnes pour l'emploi du préservatif dans la lutte contre l'épidémie de SIDA entrent dans le cadre de la prévention primaire tandis que la technique consistant à administrer une association d'antirétroviraux à des personnes séronégatives pour les protéger de l'infection par le VIH en cas d'exposition accidentelle constituent une prophylaxie préexposition (PrEP)[17].
- il est possible de parler de prophylaxie de l'endocardite bactérienne consistant à donner un traitement par antibiotiques à des patients présentant un risque de transmission[18] mais c'est l'hygiène bucco-dentaire qui constitue la prévention primaire.